# Le Mouton noir (téléfilm, 1995)
Le Mouton noir est un téléfilm français réalisé par Francis de Gueltz en 1995.

## Synopsis
Ali Bou Salem propose à Étienne Perraudin, négociant en vins, d'échanger leurs maisons pour les vacances. Ce dernier accepte volontiers de quitter Nice pour passer quelques semaines chez son fidèle client à Tunis. Mais sa compagne, Cécile, qui déteste l'imprévu, est furieuse à l'idée de prêter sa maison à des inconnus. Étienne qui est au contraire très heureux de changer ses habitudes, parvient cependant à la convaincre, et les deux familles avec leurs enfants se retrouvent à l'aéroport de Tunis pour l'échange des clefs. Quelques jours plus tard, des mauvaises surprises vont obliger la famille Bou Salem à rentrer à Tunis, alors que les Perraudin sont quant à eux contraints d'y rester.

## Fiche technique
- Titre : Le Mouton noir
- Réalisation : Francis de Gueltz
- Scénario : Jacques Labib, France Bourgeois et Francis de Gueltz
- Musique : Safy Boutella
- Montage : Yves Charoy
- Genre : Comédie
- Durée : 95 minutes
- Date de diffusion : 25 octobre 1995 sur France 2

## Distribution
- Michèle Laroque : Cécile
- Alain Teulié : Étienne Perraudin
- Hammou Graïa : Ali
- Amel Hedhili : Samira
- Hend Sabri : Jamila
- Jean-Michel Leray : Antoine
- Christophe Carollo : Marc
- Mouna Noureddine : Rachida